# Liste von auf der Isle of Man vorhandenen Dampflokomotiven
Dies ist eine Liste erhaltener Dampflokomotiven auf dem Gebiet der Isle of Man

## Auf der Insel Isle of Man

### Schmalspurdampflokomotiven 914 mm (36 Zoll)
| Foto | Nummer oder Name                             | Bauart / Achsfolge | Hersteller                | Fabrik- nr. | Baujahr | Historie | Eigentümer / Betreiber / Strecke | Standort                                     | Bemerkungen |
| ---- | -------------------------------------------- | ------------------ | ------------------------- | ----------- | ------- | -------- | -------------------------------- | -------------------------------------------- | ----------- |
|      | Isle of Man Railway No. 1 'Sutherland'       | 1'B                | Beyer Peacock and Company | 1253        | 1873    |          |                                  | Isle of Man Railway Museum, Port Erin        | [ 1 ]       |
|      | Isle of Man Railway No. 4 'Loch'             | 1'B                | Beyer Peacock and Company | 1416        | 1874    |          |                                  | Isle of Man Railway, Douglas                 | [ 2 ]       |
|      | Isle of Man Railway No. 5 'Mona'             | 1'B                | Beyer Peacock and Company | 1417        | 1874    |          |                                  | Isle of Man Railway, Douglas                 | [ 3 ]       |
|      | Isle of Man Railway No. 6 'Peveril'          | 1'B                | Beyer Peacock and Company | 1524        | 1875    |          |                                  | Isle of Man Railway Carriage Shed, Port Erin | [ 4 ]       |
|      | Isle of Man Railway No. 8 'Fenella'          | 1'B                | Beyer Peacock and Company | 3610        | 1894    |          |                                  | Isle of Man Railway, Douglas                 | [ 5 ]       |
|      | Isle of Man Railway No. 9 'Douglas'          | 1'B                | Beyer Peacock and Company | 3815        | 1896    |          |                                  | Isle of Man Railway Carriage Shed, Port Erin | [ 6 ]       |
|      | Isle of Man Railway No. 11 'Maitland'        | 1'B                | Beyer Peacock and Company | 4663        | 1905    |          |                                  | Isle of Man Railway, Douglas                 | [ 7 ]       |
|      | Isle of Man Railway No. 12 'Hutchinson'      | 1'B                | Beyer Peacock and Company | 5126        | 1907    |          |                                  | Isle of Man Railway, Douglas                 | [ 8 ]       |
|      | Isle of Man Railway No. 13 'Kissack'         | 1'B                | Beyer Peacock and Company | 5382        | 1910    |          |                                  | Isle of Man Railway, Douglas                 | [ 9 ]       |
|      | Isle of Man Railway No. 16 'Mannin'          | 1'B                | Beyer Peacock and Company | 6296        | 1926    |          |                                  | Isle of Man Railway, Douglas                 | [ 10 ]      |
|      | Manx Northern Railway No. 15 (4) 'Caledonia' | C n2t              | Dubs & Co.                | 2178        | 1885    |          |                                  | Isle of Man Railway, Douglas                 | [ 11 ]      |

### Schmalspurdampflokomotiven 610 mm (24 Zoll)
| Foto | Nummer oder Name                    | Bauart / Achsfolge | Hersteller                        | Fabrik- nr. | Baujahr | Historie | Eigentümer / Betreiber / Strecke | Standort             | Bemerkungen |
| ---- | ----------------------------------- | ------------------ | --------------------------------- | ----------- | ------- | -------- | -------------------------------- | -------------------- | ----------- |
|      | Groudle Glen Railway No. 'Sea Lion' | 1'B                | W.G.Bagnall                       | 1484        | 1896    |          |                                  | Groudle Glen Railway | [ 12 ]      |
|      | Groudle Glen Railway No. 'Otter'    | B n2t              | North Bay Railway Engineering Co. |             | 2019    |          |                                  | Groudle Glen Railway | [ 13 ]      |

### Schmalspurdampflokomotiven 482,5 mm (19 Zoll)
| Foto | Nummer oder Name              | Bauart / Achsfolge | Hersteller        | Fabrik- nr. | Baujahr | Historie | Eigentümer / Betreiber / Strecke | Standort            | Bemerkungen |
| ---- | ----------------------------- | ------------------ | ----------------- | ----------- | ------- | -------- | -------------------------------- | ------------------- | ----------- |
|      | Laxey Mines Tramway No. 'Bee' | B n2t              | Great North Steam |             | 2004    |          |                                  | Laxey Mines Tramway | [ 14 ]      |
|      | Laxey Mines Tramway No. 'Ant' | B n2t              | Great North Steam |             | 2004    |          |                                  | Laxey Mines Tramway | [ 15 ]      |

## Dampflokomotiven außerhalb Isle of Man

### Lokomotiven mit Spurweite 914 mm (36 Zoll)
| Foto | Nummer oder Name                       | Bauart / Achsfolge | Hersteller                | Fabrik- nr. | Baujahr | Historie | Eigentümer / Betreiber / Strecke | Land                             | Bemerkungen |
| ---- | -------------------------------------- | ------------------ | ------------------------- | ----------- | ------- | -------- | -------------------------------- | -------------------------------- | ----------- |
|      | Isle of Man Railway No. 3 'Pender'     | 1'B                | Beyer Peacock and Company | 1255        | 1873    |          | Science & Industry Museum        | Großbritannien (Insel) (England) | [ 16 ]      |
|      | Isle of Man Railway No. 7 'Tynwald'    | 1'B                | Beyer Peacock and Company | 2038        | 1880    |          | Fengate Farm Light Railway       | Großbritannien (Insel) (England) | [ 17 ]      |
|      | Isle of Man Railway No. 10 'G H Wood'  | 1'B                | Beyer Peacock and Company | 4662        | 1905    |          | Alan Keef Ltd                    | Großbritannien (Insel) (England) | [ 18 ]      |
|      | Isle of Man Railway No. 14 'Thornhill' | 1'B                | Beyer Peacock and Company | 2028        | 1880    |          | John Fowler Engineering          | Großbritannien (Insel) (England) | [ 19 ]      |